# Dhulanahalli, Gubbi
Dhulanahalli là một làng thuộc tehsil Gubbi, huyện Tumkur, bang Karnataka, Ấn Độ.